# Evanston (Wyoming)
Pour les articles homonymes, voir Evanston.
La ville d’Evanston est le siège du comté de Uinta, dans l’État du Wyoming, aux États-Unis. Sa population s’élevait à 12 359 habitants lors du recensement de 2010, estimée à 11 866 habitants en 2017.

## Enseignement
Evanston compte deux collèges, Evanston Middle School (EMS) et Davis Middle School (DMS) et un lycée, Evanston High School (EHS). EHS compte environ 900 étudiants et sa mascotte est le diable rouge.

## Source
- (en) Cet article est partiellement ou en totalité issu de l’article de Wikipédia en anglais intitulé « Evanston, Wyoming » (voir la liste des auteurs).